# Philippe-Isidore Picot de Lapeyrouse

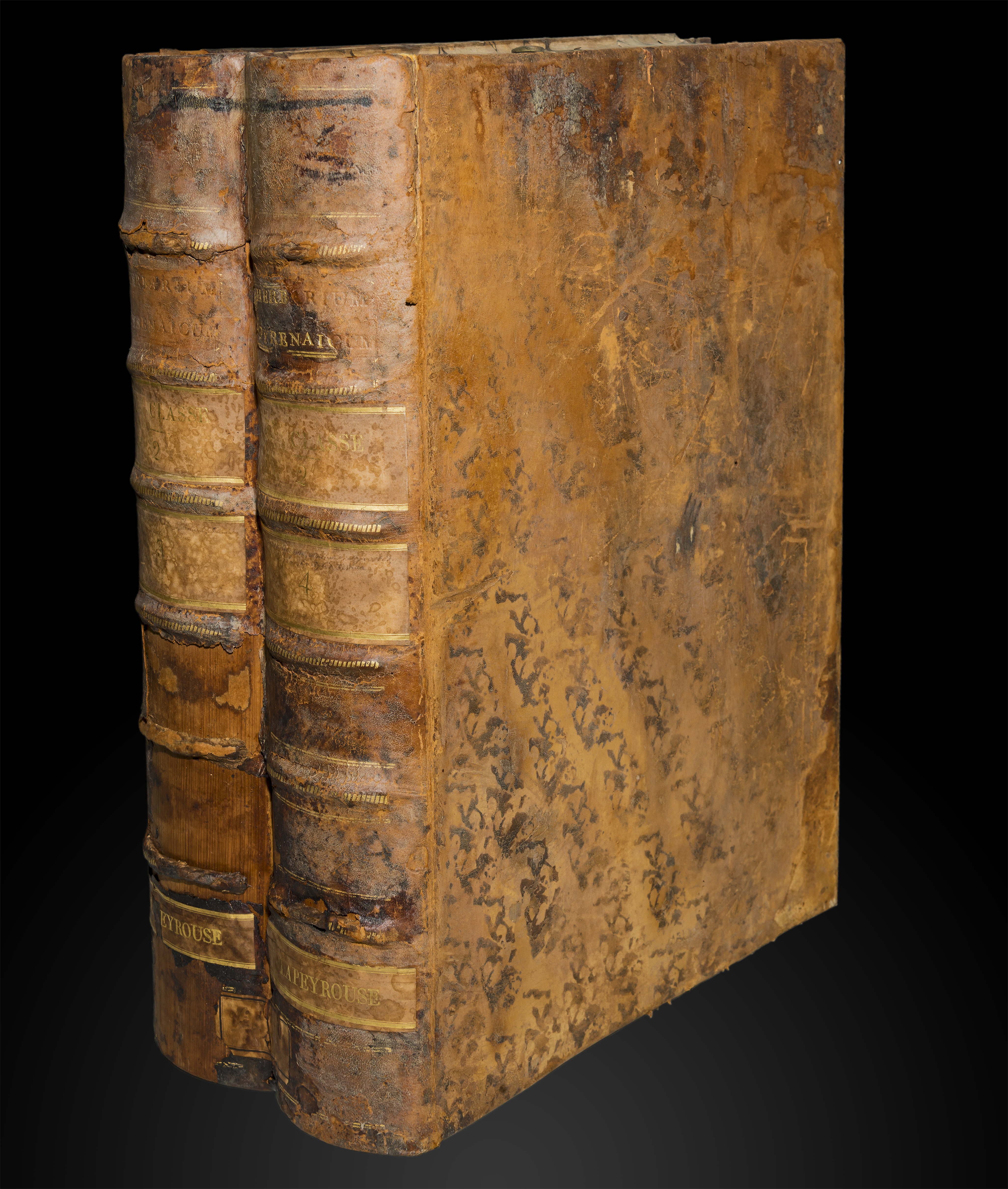
Volymer av herbariet, Philippe Picot de Lapeyrouse.

Philippe-Isidore Picot de Lapeyrouse, född 20 oktober 1744 i Toulouse, död 18 oktober 1818, var en fransk baron och botaniker.
Lapeyrouse var inspecteur des mines och professor i naturhistoria vid École centrale de la Haute-Garonne i Toulouse. Bland hans skrifter märks arbeten om släktet Saxifraga (1801) och Pyrenéernas flora (1795-1801 samt 1813-1818). Han invaldes 1782 som utländsk ledamot av Vetenskapsakademien i Stockholm.
Auktorsnamnet Lapeyr. kan användas för Philippe-Isidore Picot de Lapeyrouse i samband med ett vetenskapligt namn inom botaniken; se Wikipediaartiklar som länkar till auktorsnamnet.